# Statistiques ethniques en France
Les statistiques ethniques en France ont pour objet l'étude de la répartition et l'évolution des ethnies résidant en France. La collecte de statistiques ethniques est en principe interdite en France mais elle fait l’objet de nombreuses exceptions répondant à des critères précis.
Des controverses surgissent dans les années 2000 sur la nécessité pour l'État de collecter des données individuelles relatives à l'origine ethnique, en dépit des principes de sécularisation habituellement appliqués.

## Historique des statistiques ethniques
Le dernier recensement religieux est effectué en 1872. À cette date 97,5 % de la population se déclare catholique. Depuis cette date, si on excepte les textes antisémites du gouvernement de Vichy, l'État a cessé de dénombrer les gens en fonction de l'ethnicité ou de la religion. Une loi de 1978 Informatique et liberté y adjoint l'interdiction de principe de collecter des données individuelles relatives à la race, l'opinion politique, philosophique ou religieuse.
Les statistiques ethniques en France sont donc interdites en principe par l'article 6 de la Loi n° 78-17 du 6 janvier 1978 « Informatique et libertés », selon lequel : 

« Il est interdit de traiter des données à caractère personnel qui révèlent la prétendue origine raciale ou l'origine ethnique, les opinions politiques, les convictions religieuses ou philosophiques ou l'appartenance syndicale d'une personne physique ou de traiter des données génétiques, des données biométriques aux fins d'identifier une personne physique de manière unique, des données concernant la santé ou des données concernant la vie sexuelle ou l'orientation sexuelle d'une personne physique. »

Les statistiques non nominatives ne sont donc pas concernées.
La même loi ajoute à cette interdiction de principe un ensemble d’exceptions répondant à des critères précis : but poursuivi considéré comme légitime, défense de l’intérêt public, protection des personnes, etc.
Selon Patrick Simon, des statistiques sur la nationalité et le lieu de naissance sont collectées depuis plus d'un siècle. Les politiques anti discriminatoires ont cependant fait émerger à la fois un besoin de telles statistiques selon lui et des controverses sur la nécessité de les introduire.  
De fait l'interdiction de principe, introduite par la loi est soumise à des exceptions, rendant la collecte de données soumise à l'approbation au cas par cas du Conseil national de l’information statistique (CNIS) ou la Commission nationale de l’informatique et des libertés (CNIL). 
L'Institut national de la statistique et des études économiques (INSEE) produit ainsi des statistiques basées sur le ressenti d'appartenance et les trajectoires migratoires,,. Le sujet des statistiques ethniques a notamment été ravivé par les émeutes des banlieues de 2005, et les débats autour de la loi Taubira tendant à la reconnaissance de la traite et de l'esclavage en tant que crime contre l'humanité. Parmi les critiques contre l'utilisation de statistiques ethniques, la comparaison est souvent faite avec le fichage des juifs pendant la deuxième guerre mondiale, le risque de dérive et les allégations autour du Service National des Statistiques du Régime de Vichy. Des polémiques ont notamment éclaté en 1974 lors de la révélation de l'existence d'un fichier nommé SAFARI pour Système automatisé pour les fichiers administratifs et le répertoire des individus.
Certaines organisations, comme le Conseil représentatif des associations noires de France (CRAN), plaident en faveur de l'introduction de la collecte de données sur les groupes minoritaires, mais d'autres organisations et responsables politiques au pouvoir[Lesquels ?] y sont opposés,.